# Joaquín Fuster Pérez
Joaquín Fuster Pérez (Polop, Marina Baixa, 31 de maig de 1912 - 17 de setembre de 2006) fou un polític i escriptor valencià en castellà, dirigent del Partit Socialista del País Valencià del que en va arribar a ser President.

## Biografia
En 1930 va fundar les Joventuts Socialistes d'Espanya al seu poble i va estudiar magisteri. També va fundar La Vanguardia, sindicat de treballadors agraris afecta de la UGT. A les eleccions municipals espanyoles de 1936 va ser escollit regidor de Polop pel PSOE.
Membre del sector socialista liderat per Francisco Largo Caballero, en esclatar la guerra civil espanyola fou nomenat alcalde de Polop i president del seu Comitè Revolucionari; posteriorment fou comissari de la Prefectura de Transports de la Base Naval de Cartagena i en 1938, va combatre en el Front d'Extremadura amb l'Exèrcit Popular de la República.
En acabar la guerra civil, va intentar fugir al port d'Alacant, però fou internat en el camp de concentració dels Ametllers i traslladat posteriorment al camp de concentració d'Albatera, d'on va escapar. Va estar amagat a Polop durant algun temps, però va ser detingut en 1942 i traslladat al reformatori d'Alacant, d'on fou alliberat en 1943. Després de fugir es va mantenir ocult en una golfa durant tres anys, temps que va emprar a escriure, entre altres obres, la seva primera novel·la, Amores amargos. Després fundaria l'Asociación de Amigos de Gabriel Miró i la revista El Lugar hallado. Va compaginar les seves activitats com a empresari cinematogràfic amb la política clandestina. Fins a 1976 va militar al PSOE-històric, però l'abandonà en 1977 per organitzar l'actual PSPV-PSOE a Alacant, del qual en fou president provincial d'Alacant i comarcal de la Marina Baixa.
A les eleccions generals espanyoles de 1977 fou elegit diputat del PSOE per la província d'Alacant. Més tard va participar en la redacció del primer Estatut d'Autonomia de la Comunitat Valenciana i fou elegit diputat pel PSPV a les eleccions a les Corts Valencianes de 1983 i 1987.
En la seva faceta com a escriptor i investigador, destaquen els seus treballs sobre Gabriel Miró i Azorín i Transición y democracia -recopilació d'articles-, obra prologada per Alfonso Guerra. Li fou concedida la Medalla al Mèrit Constitucional.

## Obres
- Gabriel Miró en Polop
- Baronía de Polop (1971)
- José Ginés (1980)
- El maestro Berto y otros cuentos
- Malpel
- La familia Santomera (1991)